# Ely Thadeu
Ely Thadeu Bravim Rangel (Vila Velha, 12 de agosto de 1982), conhecido apenas por Ely Thadeu, é um ex-futebolista brasileiro, que atuava como atacante.

## Carreira
Revelado pelo Vasco da Gama em 2001, Ely Thadeu chegou a formar dupla com um Romário em final de carreira, no ano seguinte. Deixou o Gigante da Colina em 2003, e a partir de então circulou de clube em clube: atuou por Olaria (2004), Baraúnas (2005-06), Estrela Vermelha (2006-07), Democrata-GV (Campeonato Mineiro), Ipatinga (2008), Villa Nova (2009), Democrata de Governador Valadares (2010, 2011 e 2013), Real Noroeste (2011) e Guarani de Divinópolis (2012).
Seu último clube foi o Minas Boca, onde não conseguiu evitar o rebaixamento à Segunda Divisão estadual. Pouco depois, o atacante encerrou a carreira.

## Doping
Em abril de 2010, Ely Thadeu foi pego no exame antidoping após a partida contra o Uberaba pelo uso da substância proibida THC, encontrada na maconha. Ele, que não chegou a fazer o exame de contra-prova, foi imediatamente afastado do futebol por tempo indeterminado.

## Títulos

### No Brasil
Vasco da Gama
- Campeonato Carioca: 2003

Baraúnas
- Campeonato Potiguar: 2006

### Na Sérvia
Estrela Vermelha
- Campeonato Sérvio de Futebol: 2006–07
- Copa da Sérvia: 2006–07